# Personalità della pena
La personalità della pena è un principio giuridico proprio del diritto penale.
Secondo tale principio la pena colpisce soltanto l'autore del reato e mai altri soggetti. Storicamente non in tutti gli ordinamenti il principio della personalità della pena è stato previsto. 
La confisca del patrimonio è una sanzione accessoria che, ove prevista, deroga al principio della personalità della pena poiché ha conseguenze negative per i congiunti.

## Nel mondo

### Italia
In Italia tale principio è statuito nell'Art. 27 della Costituzione italiana.